# 高岡亜衣 (書道家)
高岡 亜衣（たかおか あい、1973年4月9日 - ）は、京都府宮津市出身の書道家、書道パフォーマンス・アーティスト。

## 略歴
在学中に日展審査員の門をたたき、学業のかたわら書に没頭。卒業後は9年間のOL生活を送りながらも、書への想いを断ち切れず、退職し本格的に書道家としての活動を始める。
- 1984年 11歳のとき、地元宮津の大手橋、橋銘板に採用（現存）。
- 1986年 京都新聞紙書初め展知事賞受賞。
- 1995年から2006年までの12年間、読売書法展に連続入選。
- 2008年 カラヤン生誕100周年ザルツブルク・イースター音楽祭08出演。
- 2008年 LUX2008 Shine Awards にて文化人部門を受賞。

## ライブパフォーマンス
『書はリズム』『書も音楽』の持論を展開し、多種多様な楽曲と音楽家とのセッションで喜怒哀楽を表現するライブパフォーマンスに積極的に取り組む。
主な音楽家とのセッション
- シュウミン（二胡奏者）
- ニコラ・フリサルディ（ピアニスト）
- 国松竜次（ギタリスト）
- ARICO（ピアニスト）
- coba（アコーディオニスト）

## 主な出演番組
- フジテレビ「バニラ気分!」第2部（2007年11月3日放送分）

「GRA」12:59～13:29にて書道の講師として出演。「嵐」と共演。
- テレビ大阪「彼女のレジュメ」（2007年10月23日放送分）

第1回目に出演
- フジテレビ「クイズ！国民の声」（2007年4月3日放送分）にて文字揮毫
- KBS京都2006年末報道特別番組「猛進！飛躍の年へ！～ カウントダウンLIVE 06to07」（2006年12月31日放送分）

生出演「亥」揮毫